# Council of International Schools
Das Council of International Schools (CIS) ist eine Mitgliederorganisation, die auf internationale Bildung ausgerichtet ist.
Die Organisation wurde im Jahr 2003 gegründet und hat über 1.500 institutionelle Mitglieder, bestehend aus mehr als 800 Schulen und 600 Hochschulen bzw. Universitäten in 121 Ländern. Viele Internationale Schulen sind Mitglieder. Zu den Dienstleistungen gehört die internationale Bildungsakkreditierung.
Der Hauptsitz befindet sich in Leiden in der Niederlande. Der rechtliche Name ist „Council of International Schools, Inc“. Es handelt sich um ein gemeinnütziges Unternehmen, das im US-Bundesstaat Delaware registriert ist.
Um akkreditiert zu werden, zahlt eine Schule die Mitgliedsgebühr und anschließend eine Akkreditierungs-„Registrierungsgebühr“ von 2.140 €. Nach der Akkreditierung zahlt die Schule jährlich 4.350 €. Die Evaluierung der Schule findet alle fünf Jahre statt. Akkreditierte Schulen durchlaufen einen Peer-Evaluationsprozess.
Die jährliche Mitgliedsgebühr richtet sich nach der Anzahl der Schüler.